# Bebelplatz
De Bebelplatz (tot 1910 Platz am Opernhaus, later tot 1947 Kaiser-Franz-Joseph-Platz, in de volksmond nog steeds Opernplatz) is een plein aan de brede boulevard Unter den Linden, vlak bij de Staatsoper, in het stadsdeel Mitte in de Duitse hoofdstad Berlijn. Het plein is in 1947 vernoemd naar August Bebel (1840–1913), een van de grondleggers van de sociaaldemocratie in Duitsland in de negentiende eeuw.
Aan de noordzijde grenst het plein aan Unter den Linden. Aan de oostzijde staat de Staatsoper Unter den Linden, aan de zuidzijde de rooms-katholieke Sint-Hedwigskathedraal en aan de westzijde staan de Alte Bibliothek en het Altes Palais.
De Bebelplatz moest het belangrijkste plein worden van het Forum Fridericianum en moest de grootsheid van het oude Rome weerspiegelen. De plannen daarvoor zijn maar gedeeltelijk uitgevoerd, maar toch werden hier vele belangrijke gebouwen opgericht.
Het plein is voornamelijk bekend door de boekverbranding op 10 mei 1933 door de nazi's. Zo'n 25.000 boeken van onder anderen Heinrich Heine, Karl Marx, Sigmund Freud, August Bebel (de latere naamgever van ditzelfde plein),Thomas Mann, Heinrich Mann, Karl Kautsky, Ernst Glaeser, Erich Kästner, Emil Ludwig, Erich Maria Remarque, Kurt Tucholsky en Carl von Ossietzky werden op de toenmalige Kaiser-Franz-Joseph-Platz verbrand omdat ze verwerpelijk werden geacht. Aan de boekverbranding in Berlijn deden ongeveer 40.000 Duitsers mee. In die nacht zijn in nog 33 andere Duitse steden boeken verbrand. Onder het plein is tegenwoordig een parkeergarage, waarin een monument ter nagedachtenis van die gebeurtenis is opgenomen (op het plein van bovenaf te zien).

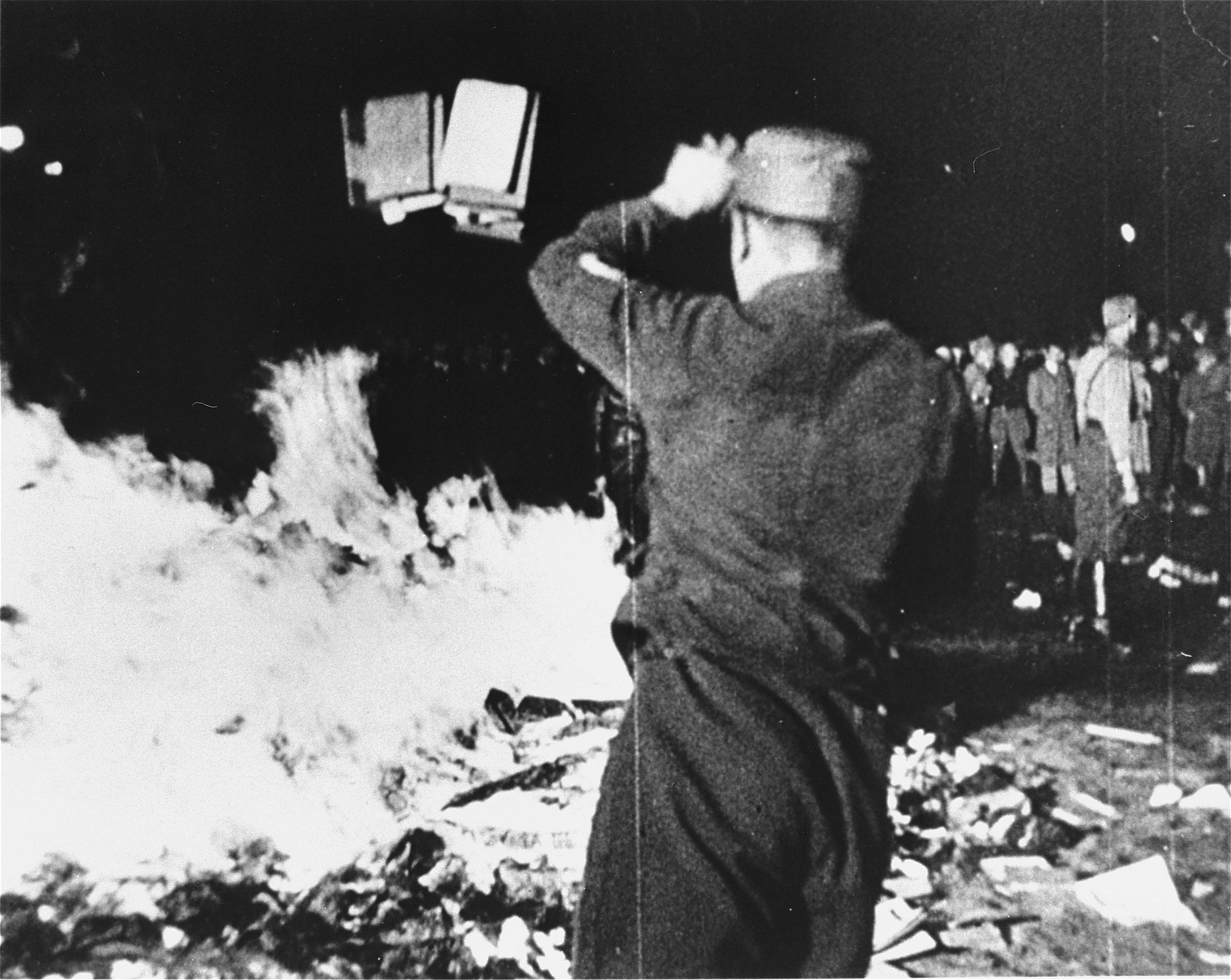
De boekverbranding op de toenmalige Kaiser-Franz-Joseph-Platz op 10 mei 1933
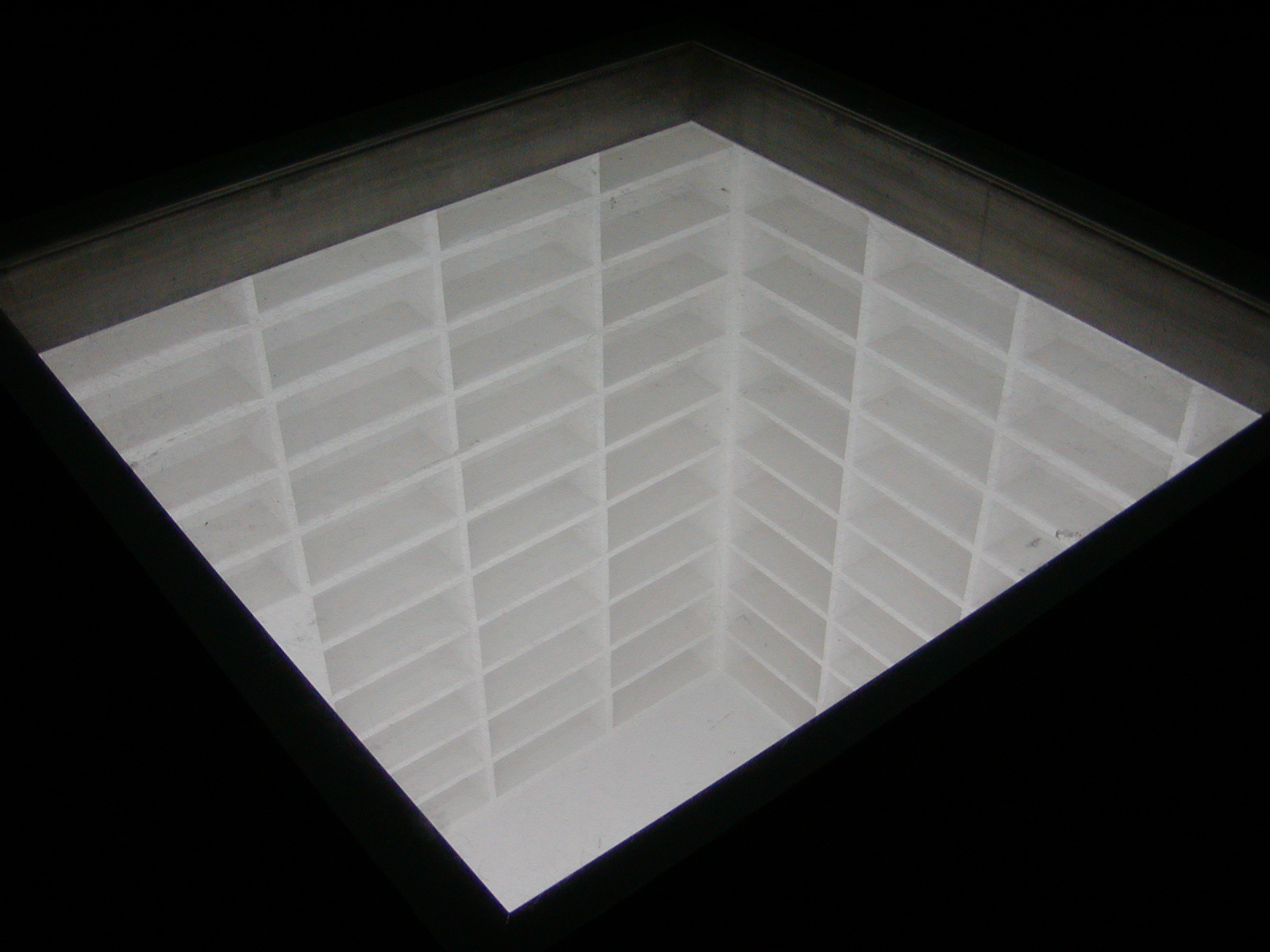
Monument ter herinnering aan de boekverbranding